# Medicina generale

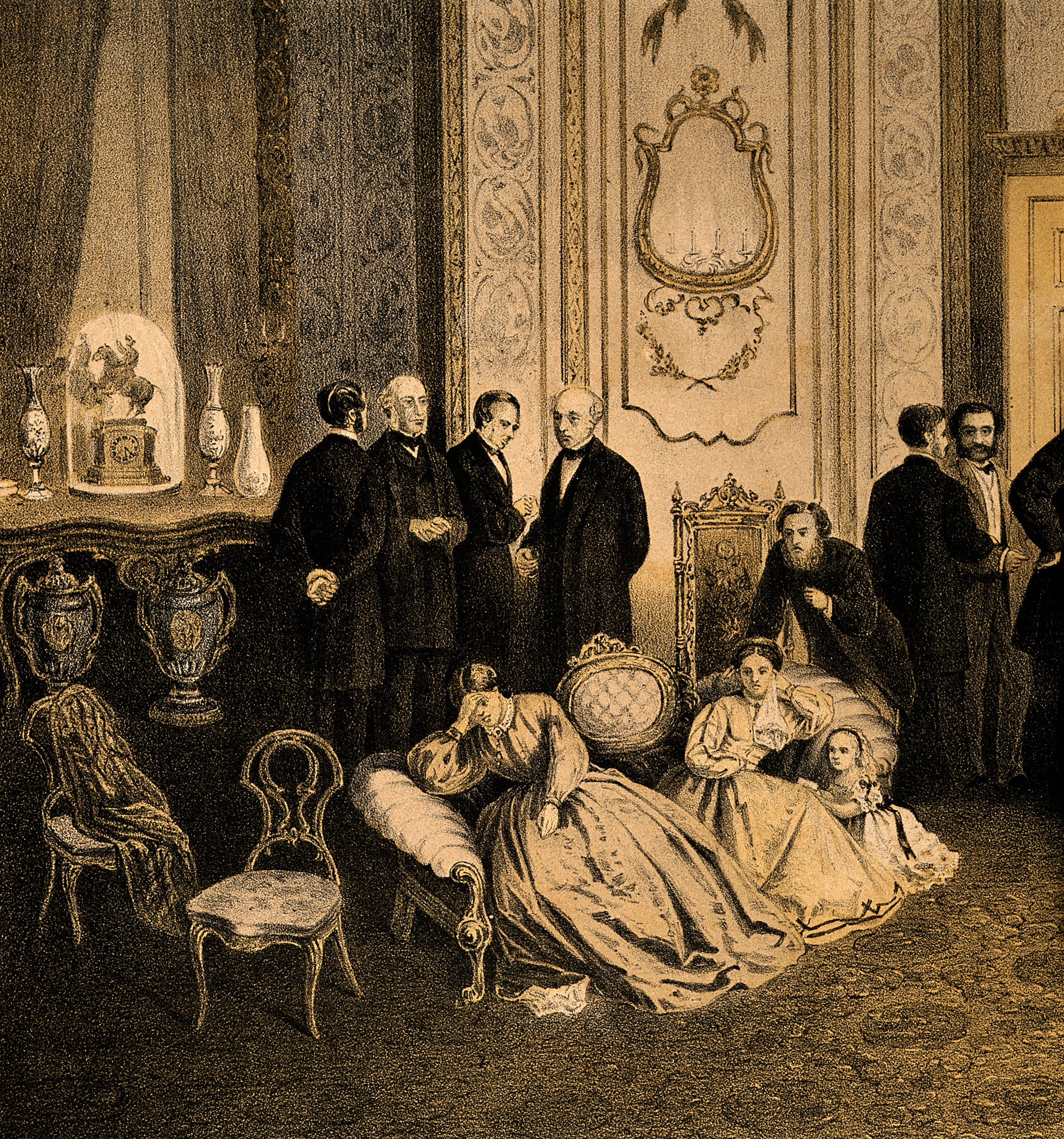
Medici al capezzale del principe Albert - W.L. Walton after Oakley, c. 1865

Con medicina generale si indica la branca della medicina che si occupa in modo specifico di medicina di comunità, cure primarie e gestione delle patologie croniche sul territorio (in ambiente extraospedaliero).
Il medico di medicina generale è il responsabile della cura globale del paziente. Non si occupa della cura della malattia del singolo organo o apparato, bensì della cura olistica della persona all'interno della società in cui vive. Il medico segue il paziente in un lungo arco di tempo e si occupa di ogni aspetto della vita sanitaria della persona.
Negli anni la medicina generale ha acquisito competenze e professionalità peculiari ed esclusive essendo centrata sulla cura territoriale, e non ospedaliera, con diversi approcci terapeutici alle diverse e numerose patologie che caratterizzano in modo particolare l'anziano e il grande anziano.
Il Medico di medicina generale è specializzato nell'affrontare le patologie caratteristiche delle cure primarie sul territorio facendo una sintesi tra le varie necessità del paziente di tipo sanitario e sociale e coordinando sul territorio l'intera vita sanitaria dell'assistito.
Secondo la definizione del 2011 dell'associazione mondiale dei Medici di medicina generale (WONCA): "I Medici di medicina generale/medici di famiglia sono medici specialisti formati ai principi della disciplina della medicina generale. Essi sono medici di fiducia del singolo individuo, principalmente responsabili dell’erogazione di cure integrate e continuative ad ogni singola persona che necessita di cure mediche indipendentemente dal sesso, dall’età e dal tipo di patologia. Essi curano gli individui nel contesto della loro famiglia, della loro comunità e cultura".

## Nel mondo

### In Italia
In Italia i medici che esercitano la professione nell'ambito della disciplina della medicina generale o Medicina di Famiglia sono i medici di medicina generale (MMG).
In Italia i medici chirurghi in possesso di Diploma di formazione specifica in Medicina generale sono definiti "Medici di medicina generale".
In Italia la disciplina della medicina generale è divisa in 4 branche:
- Assistenza primaria: il medico prende il nome di medico di assistenza primaria, conosciuto come medico di famiglia;
- Continuità assistenziale: il medico prende il nome di medico di continuità assistenziale (ex guardia medica) e opera negli orari non coperti dal Medico di Assistenza Primaria;
- Emergenza territoriale: il medico prende il nome di medico di emergenza territoriale ed è il medico che lavora nel 118;
- Medicina dei servizi territoriali: medico funzionario che si occupa dell'organizzazione dell'assistenza distrettuale presso le ASL di riferimento.

Il nuovo protocollo sulla revisione degli albi dei medici periti del tribunale, firmato a maggio 2018 dalla Federazione Nazionale degli Ordini dei Medici, dal Consiglio Superiore di Magistratura e dal Consiglio Nazionale Forense, stabilisce la creazione di apposita sezione riservata ai medici specialisti in Medicina Generale.
La disciplina scientifica della medicina generale si occupa:
- della diagnosi e cura delle malattie acute di pertinenza della medicina generale (malattie internistiche che non richiedono ricovero ospedaliero prolungato);
- della prevenzione mediante riconoscimento ed eliminazione dei fattori di rischio volta a prevenire lo sviluppo di una patologia (medicina d'iniziativa);
- della gestione e della cura del paziente cronico con particolare riguardo al paziente anziano poli-patologico e poli-farmacologico;
- terapia del dolore e cure palliative;
- del rilascio di certificazioni di carattere medico-legale;
- di ricerca scientifica e didattica professionale;
- della responsabilità clinica globale del paziente in ambiente extra-ospedaliero mediante coordinamento delle varie figure mediche e socio sanitarie.

I medici generalisti devono possedere solide conoscenze di semeiotica, fisiopatologia e farmacologia per poter affrontare a 360° e sul lungo periodo le patologie del paziente che hanno in cura.
Le nuove conoscenze di fisiopatologia in medicina hanno portato al ruolo centrale del Medico di medicina generale nell'ambito della gestione dei fattori di rischio, in modo particolare delle patologie cardiovascolari, respiratorie, oncologiche e degenerative. La "medicina di iniziativa", effettuata mediante programmi di screening e modificazione di errati stili di vita, è oggi di pertinenza della disciplina della medicina generale in collaborazione con le altre specialità mediche.

#### Accesso alla professione
L'accesso alla professione di Medico di medicina generale è disciplinato dal Decreto Legislativo 17 agosto 1999, n. 368 e successive modificazioni
In Italia per diventare Medico di Medicina Generale è necessario:
- il possesso della Laurea Magistrale a ciclo unico in Medicina e Chirurgia [LM-41], della durata di 6 anni;
- l'abilitazione all'esercizio della professione di medico-chirurgo e l'iscrizione all'Ordine professionale dei medici-chirurghi nella provincia di residenza;
- il possesso del diploma di formazione specifica in Medicina generale, che si consegue con il corso in Medicina Generale (CFSMG), il cui accesso è bandito ogni anno dalle regioni e della durata di tre anni. Fanno eccezione i laureati in Medicina e Chirurgia prima del 31/12/1994, che non necessitano del diploma di formazione.

Per diventare Medico di Medicina Generale di Assistenza Primaria è necessario essere inoltre titolari di convenzione per la Medicina Generale con il SSN, mediante partecipazione ad appositi concorsi banditi dalle Regioni.